# Erin Henderson
Erin Henderson (Aberdeen, 1º luglio 1986) è un ex giocatore di football americano statunitense che ha militato nel ruolo di linebacker nella National Football League (NFL). Al college ha giocato a football all’Università del Maryland a College Park. È fratello minore dell'ex giocatore dei Minnesota Vikings E.J. Henderson.

## Carriera universitaria
Dopo aver frequentato la Aberdeen High School dove oltre che come linebacker giocò anche come quarterback, al college entrò a far parte dei Maryland Terrapins. Nel 2004, suo anno da freshman, fu redshirt e pertanto non disputò incontri ufficiali. L'anno successivo si ruppe i legamenti del crociato anteriore e pertanto saltò tutta la stagione agonistica. Finalmente nel 2006, suo anno da sophomore, partì la sua carriera universitaria: disputò da linebacker tutti e 13 gli incontri della stagione regolare partendo 12 volte titolare, finì secondo nella Atlantic Coast Conference e 31o a livello nazionale con 114 tackle (8.8 in media a partita), vinse con i Terrapins il Champs Sports Bowl e fu inserito a fine anno nel second-team All-ACC. Nel 2007 perse invece con la sua squadra l'Emerald Bowl ma a livello personale fece un ulteriore passo in avanti guidando questa volta la ACC per tackle e finendo 9º a livello nazionale con 133 tackle messi a segno, mise a segno 1 fumble forzato e recuperò 4 fumble disputò 12 incontri (tutti da titolare), fu semifinalista del Dick Butkus Award, fu inserito nel third-team All-American e nel first-team All-ACC e fu premiato con la menzione d'onore All-America da Pro Football Weekly, Rivals.com e SI.com.

## Carriera professionistica

### Minnesota Vikings
Henderson dopo essere stato scartato dai team al Draft NFL 2008, fu invitato dai Vikings al tradizionale training camp di Mankato in cui vengono testati i giocatori presi nel Draft e quelli in prova non ingaggiati da nessuna squadra. In quei giorni Henderson convinse lo staff a metterlo sotto contratto con un quadriennale in scadenza nel 2011.

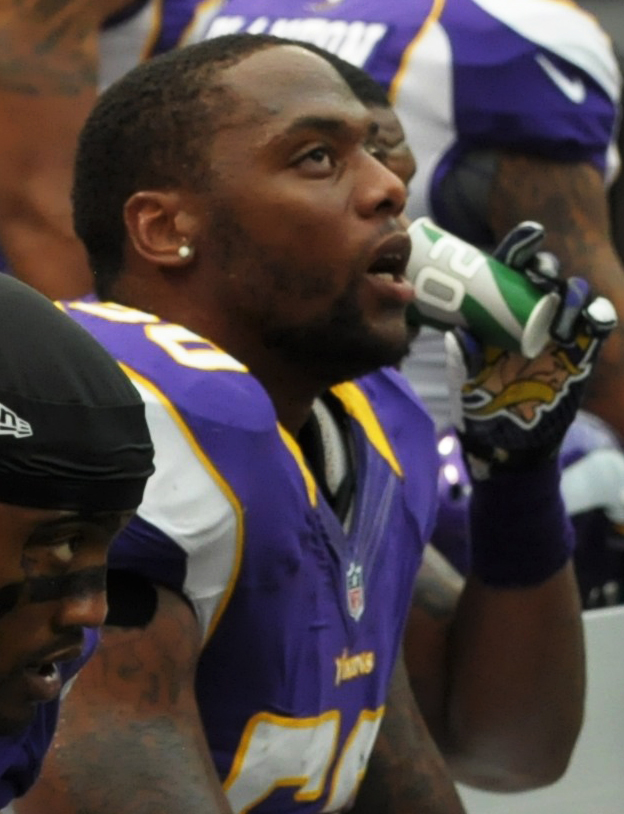
Henderson nel 2012 con i Vikings

Nei primi 3 anni di permanenza ai Vikings, Henderson giocò poco mettendo assieme appena 21 presenze, senza mai partire titolare, e 24 tackle: ciò fu in parte dovuto al fatto che era un linebacker di riserva, ed in parte al fatto che nel 2009 fu sospeso per 4 turni dalla NFL per essere stato trovato positivo a sostanze dopanti. Nel biennio 2011-2012 invece, Henderson, promosso titolare, cambiò passo scendendo in campo in 29 incontri su 32 di stagione regolare (21 da titolare) e mettendo a segno 150 tackle, 4,5 sack e 4 fumble forzati. A seguito di ciò il suo contratto, già prolungato di un anno nel 2011, venne rinnovato per ulteriori due anni.
Passato dal ruolo di outside linebacker a quello di middle linebacker prima dell'inizio del training camp estivo, nella prima gara della stagione 2013 Henderson guidò i Vikings con 11 tackle e mise a segno un intercetto su Matthew Stafford dei Detroit Lions, mentre nella partita successiva, in cui arrivò per i Vikings una seconda sconfitta per mano dei Chicago Bears, Henderson mise a segno 5 tackle solitari. Nella settimana 3 disputò un'altra prova notevole con 8 tackle, 2 sack, un passaggio deviato ed un intercetto su Brian Hoyer dei Cleveland Browns ma Minnesota fu sconfitta per la terza settimana consecutiva.
La settimana seguente Henderson mise a segno 9 tackle solitari nella prima vittoria stagionale dei Vikings, impegnati contro gli Steelers al Wembley Stadium di Londra in una delle due gare delle NFL International Series della stagione 2013. Dopo la settimana di riposo i Vikings tornarono alla sconfitta contro i Carolina Panthers (35-10 il punteggio finale), mentre Henderson mise a segno altri 7 tackle (5 solitari e 2 assistiti). Nella settimana 7 i Vikings persero la quinta partita su sei uscendo dal MetLife Stadium sconfitti dai New York Giants 7-23. Henderson risultò il miglior difensore dei Purples, mettendo a referto 14 tackle (12 solitari e 2 assistiti, miglior risultato stagionale per lui) ed un sack, il terzo da inizio stagione, ai danni di Eli Manning. Sei giorni dopo, nell'incontro del Sunday Night che vedeva i Vikings opposti ai Green Bay Packers, Henderson guidò nuovamente la sua squadra in tackle, mettendone a referto 14 (7 solitari e 7 assistiti) che non furono comunque sufficienti ai Vikings per sconfiggere i rivali divisionali, capaci di imporsi 44-31 al Mall of America Field.
Nella settimana 9, Henderson mise a segno 4 tackle (3 solitari ed uno assistito) ma i Vikings persero 23-27 contro i Dallas Cowboys, rimediando così la settima sconfitta in 8 partite. La settimana seguente, nell'incontro di Thursday Night Football che vide i Vikings conquistare la seconda vittoria stagionale sconfiggendo 27-34 i Washington Redskins, Henderson mise a referto per la terza volta in stagione 14 tackle (4 solitari e 10 assistiti) ed un passaggio deviato, stabilendo così, dopo sole 9 gare, il primato personale di tackle messi a segno in una singola stagione. La sua stagione si chiuse con 112 tackle, 4 sack, 2 intercetti ed un fumble forzato messi a referto in 14 gare.
Il 7 febbraio 2014 fu svincolato dopo esser stato arrestato due volte con l'accusa di guida sotto l'effetto di sostanze proibite.

### New York Jets
Dopo un anno lontano dai campi di gioco, il 7 aprile 2015 Henderson firmò un contratto annuale con i New York Jets.

## Statistiche
Fonte: NFL.com
| 2008 | Minnesota Vikings | 10 | 15  | 14  | 1   | 0 | 0  | 1 | -- | -- |
| 2009 | Minnesota Vikings | 2  | 4   | 4   | 0   | 0 | 0  | 0 | 1  | -- |
| 2010 | Minnesota Vikings | 9  | 7   | 6   | 1   | 0 | 0  | 0 | 1  | -- |
| 2011 | Minnesota Vikings | 15 | 70  | 44  | 26  | 2 | 1½ | 2 | -- | -- |
| 2012 | Minnesota Vikings | 14 | 80  | 50  | 30  | 3 | 3  | 1 | -- | -- |
| 2013 | Minnesota Vikings | 14 | 112 | 69  | 43  | 3 | 4  | 1 | 0  | 2  |
|      | Totale            | 64 | 288 | 187 | 101 | 8 | 8½ | 5 | 2  | 2  |

Statistiche aggiornate alla stagione 2013